# Lilium 'Manitoba Fox'
Lilium 'Manitoba Fox' (регистрационное название — 'Manitoba Morning') — сорт лилий раздела Мартагон гибриды по классификации третьего издания Международного регистра лилий.

## Биологическое описание
Высота 90—150 см.
Цветки красно-розовые. Основания лепестков жёлтые. Точки на лепестках многочисленные умеренно-пурпурно-красные. Диаметр цветков около 6,5 см. Пыльца красно-оранжевая. Нектарники тёмно-зеленовато-жёлтые.
Зоны морозостойкости 2—7.

## В культуре
См.: статью Мартагон гибриды.